# هاينرش إرنست كايزر
هاينرش إرنست كايزر هو ملحن ألماني، ولد في 16 أبريل 1815 في هامبورغ في ألمانيا، وتوفي بنفس المكان في 17 يناير 1888.

## وصلات خارجية
- هاينرش إرنست كايزر على موقع ميوزك برينز (الإنجليزية)